# 高松家庭裁判所
高松家庭裁判所（たかまつかていさいばんしょ）は、香川県高松市にある日本の家庭裁判所の一つで、香川県を管轄している。丸亀、観音寺に支部を、土庄に出張所を置いている。

## 概説
高松市に置かれている本庁のほか、丸亀市、観音寺市の2市に支部（地方裁判所支部と庁舎共有）、土庄町に出張所を設置している。
本庁は高松簡易裁判所と庁舎を共有している（高等・地方裁判所とは別棟）。現在の庁舎は2004年に完成したものである。

## 所在地
- 本庁：香川県高松市丸の内2-27　北緯34度20分50.4秒 東経134度3分0.5秒 / 北緯34.347333度 東経134.050139度
JR予讃線, 高徳線 高松駅から中央通り南徒歩7分
- 丸亀支部：香川県丸亀市大手町3-4-1　北緯34度17分14.8秒 東経133度47分46.6秒 / 北緯34.287444度 東経133.796278度
JR予讃線 丸亀駅から南徒歩10分
- 観音寺支部：香川県観音寺市観音寺町甲2804-1　北緯34度7分45.3秒 東経133度38分49.7秒 / 北緯34.129250度 東経133.647139度
JR予讃線 観音寺駅から北西徒歩15分
- 土庄出張所:香川県小豆郡土庄町淵崎甲1430-1　北緯34度29分13.8秒 東経134度11分20.7秒 / 北緯34.487167度 東経134.189083度
小豆島オリーブバス東洋紡績渕崎工場跡バス停から徒歩

## 管轄
- 本庁
  - 高松市、さぬき市、東かがわ市、丸亀市（旧綾歌郡綾歌町）、木田郡三木町、香川郡直島町、綾歌郡綾川町
  - 土庄出張所
    - 小豆郡土庄町、小豆島町
- 丸亀支部
  - 丸亀市（旧綾歌郡綾歌町を除く。）、坂出市、善通寺市、仲多度郡琴平町、まんのう町、多度津町、綾歌郡宇多津町
- 観音寺支部
  - 観音寺市、三豊市

※観音寺支部管内の合議・少年事件は、丸亀支部が扱う。
※土庄出張所は、家事審判法で定める家庭に関する事件の審判及び調停のみ扱い、その他の事務は本庁が扱う。

## 歴代所長
任期の後ろは後職
- 武田和博（2001年11月 - 2003年8月 高松地方裁判所所長）
- 溝淵勝（2003年8月 - 2005年2月　高松地方裁判所所長）
- 佐藤武彦（2005年2月 - 2007年2月　高松地方裁判所所長）
- 下山保男（2007年2月 - 2008年3月　津地方裁判所・津家庭裁判所所長）
- 豊永多門（2008年3月 - 2010年3月 定年退官）
- 岡原剛（2010年3月 - 2013年6月30日 神戸家庭裁判所所長）
- 中村哲（2013年7月 - 2014年8月17日 大阪高等裁判所部総括判事）
- 本多俊雄（2014年8月18日 - 2015年7月1日 神戸家庭裁判所長）